# Alessandro Perracchione
Alessandro Perracchione, né le 9 février 2005 à Turin, est un coureur cycliste italien. Il est membre de l'équipe Novo Nordisk. 

## Biographie
Alessandro Perracchione grandit dans la localité piémontaise de Rocca Canavese, près de Turin. À l'âge de deux ans, les médecins lui diagnostiquent un diabète de type 1. Il commence malgré tout le cyclisme vers ses sept ans, en bénéficiant d'un suivi adapté à sa maladie,. D'abord vététiste, il passe rapidement aux compétitions sur route. Il a également pratiqué le cyclo-cross et la piste. 
Dans les catégories de jeunes, il se fait remarquer en remportant environ 80 courses. Il s'impose notamment à trois reprises chez les juniors en 2022. La même année, il est sélectionné en équipe nationale d'Italie pour participer au Trophée Centre Morbihan, où il se classe huitième d'une étape. Sa saison 2023 est en revanche contrariée par une mononucléose, qui perturbe sa progression. Il parvient néanmoins à obtenir deux nouvelles victoires et diverses places d'honneur sur des épreuves italiennes. 
Grâce à ses performances, il passe finalement professionnel dès 2024 au sein de l'UCI ProTeam Novo Nordisk, avec laquelle il signe un contrat de deux ans. Cette structure a la particularité de n'accueillir que des coureurs cyclistes atteints d'un diabète de type 1. Décrit comme plutôt polyvalent, il obtient ses meilleurs résultats au mois de mai en terminant vingtième du Circuit de Wallonie et vingt-troisième du Tour d'Estonie. On le retrouve aussi dans une échappée sur la dernière étape de l'Arctic Race of Norway, en Norvège. 
Le 20 mars 2025, il décroche le premier top dix de sa carrière professionnelle en finissant neuvième de la dernière étape du Tour de Taïwan. 

## Palmarès
- 2021
  - 2e de la Coppa d'Oro
- 2022
  - Gran Premio Picchi di Cherasco
  - Memorial Michael Antonelli
  - Trofeo Alba Rosa
  - 2e du Gran Premio Città di Treviglio
  - 2e du Trofeo Comune di Arcore
  - 2e de Ricordando Gigi
- 2023
  - Trofeo Alba Rosa
  - Trofeo Polisportiva Camignone[7]
  - 2e de la Coppa Circolo Arci e Coop Donnini
  - 2e du Mémorial Giovanni Luigi Livraghi
  - 2e du Trofeo Francesco Data
  - 2e de Ricordando Gigi

## Classements mondiaux
| Année                                 | 2024  |
| ------------------------------------- | ----- |
| Classement mondial                    | 2435e |
|                                       |       |
| Légende : nc = non classéSource : UCI |       |